# مالی جونوت
مالی جونوت (به لاتین: Malyy Dzhunut) یک منطقه مسکونی در جمهوری آذربایجان است که در شهرستان شکی واقع شده‌است.